# 子驷
子驷（？—前563年），春秋时代郑国执政，郑穆公之子，子豐、子罕的同母兄弟。郑僖公五年（前566年）派人刺死郑僖公，拥立郑简公，并杀死反对他的群公子。后来在四族叛乱时与子国、子耳一同被杀。